# Стивенсон, Роберт (режиссёр)
Ро́берт Э́двард Сти́венсон (англ. Robert Edward Stevenson; 31 марта 1905, Бакстон, Дербишир — 30 апреля 1986, Санта-Барбара, Калифорния) — английский и американский кинорежиссёр, сценарист.

## Биография
Роберт Стивенсон родился 31 марта 1905 года в курортном городе Бакстон, графство Дербишир, Великобритания. Он окончил Кембриджский университет, где являлся президентом как Либерального клуба, так и Кембриджского союза.
Дебютировал как режиссёр в 1932 году, до того по его сценариям было снято не менее десятка кинофильмов.
В 1939 году Стивенсон с женой и годовалой дочерью переехал в США, в Калифорнию (Голливуд), где успешно продолжил заниматься режиссурой, работая преимущественно на кинокомпанию Walt Disney Pictures.
Во время Второй мировой войны он принял американское гражданство и вместе с Фрэнком Капрой служил в войсках связи Армии США, работая на американскую пропаганду.
Роберт Стивенсон скончался 30 апреля 1986 года в Санта-Барбаре, штат Калифорния, США.

## Личная жизнь
Роберт Стивенсон был женат четырежды:
- Сесилия (англ. Cecilie) — ?—1934, развод
- Анна Ли (англ. Anna Lee) — 1934—1944, переезд в США, развод, две дочери: Вениша (англ. Venetia) (р. 1938) и Каролина (англ. Caroline)
- Франсис Холиок Говард (англ. Frances Holyoke Howard) — 8 октября 1944 — ?, развод, сын: Хью Говард Стивенсон (англ. Hugh Howard Stevenson)
- Урсула Хендерсон (англ. Ursula Henderson) — ?—1986, смерть Роберта Стивенсона.

## Режиссёрская фильмография
| Год       | Название (рус.)                                                                           | Название в оригинале                                                   | Примечания |
| --------- | ----------------------------------------------------------------------------------------- | ---------------------------------------------------------------------- | --- |
| 1932      | Счастливы вместе                                                                          | Happy Ever After                                                       | Веймарская республика, совместно с Паулем Мартином |
| 1934      | Верблюды идут                                                                             | The Camels are Coming                                                  | Совместно с Тимом Уиланом, в титрах не указан |
| 1936      | Роза Тюдоров                                                                              | Tudor Rose                                                             | |
| 1936      | Человек, изменивший свой разум                                                            | The Man Who Changed His Mind                                           | |
| 1936      | Мастер на все руки                                                                        | Jack of All Trades                                                     | Совместно с Джеком Халбертом |
| 1937      | Копи царя Соломона                                                                        | King Solomon's Mines                                                   | |
| 1937      | Нью-Йорк нон-стоп                                                                         | англ. Non-Stop New York                                                | |
| 1938      | Старина Боб                                                                               | Owd Bob                                                                | |
| 1940      | Вернуться к вчерашнему дню                                                                | англ. Return to Yesterday                                              | |
| 1940      | Школьные годы Тома Брауна                                                                 | Tom Brown's School Days                                                | |
| 1941      | Переулок                                                                                  | Back Street                                                            | |
| 1942      | Жанна Парижская                                                                           | Joan of Paris                                                          | |
| 1943      | Вечность и один день                                                                      | Forever and a Day                                                      | Совместно с ещё шестью режиссёрами |
| 1943      | Джейн Эйр                                                                                 | Jane Eyre                                                              | |
| 1944      | Знай своего союзника: Великобритания                                                      | англ. Know Your Ally: Britain                                          | Пропагандистский, в титрах не указан |
| 1947      | Обесчещенная леди                                                                         | англ. Dishonored Lady                                                  | |
| 1948      | До края Земли                                                                             | To the Ends of the Earth                                               | |
| 1949      | Женщина на пирсе 13 (Я вышла замуж за коммуниста)                                         | I Married a Communist (The Woman on Pier 13) (Beautiful But Dangerous) | |
| 1951      | Моё запретное прошлое                                                                     | англ. My Forbidden Past                                                | |
| 1951—1959 | Театр звёзд Шлица                                                                         | англ. Schlitz Playhouse of Stars                                       | |
| 1952      | История в Лас-Вегасе                                                                      | The Las Vegas Story                                                    | |
| 1952—1953 | Театр Форда                                                                               | Ford Theatre                                                           | Телешоу (англ. anthology series), 3 эпизода |
| 1953—1956 | Театр «Дженерал Электрик»                                                                 | англ. General Electric Theater                                         | Телешоу (anthology series), 2 эпизода |
| 1954—1992 | Диснейленд                                                                                | англ. Disneyland                                                       | |
| 1955—1975 | Дымок из ствола                                                                           | Gunsmoke                                                               | |
| 1955—1959 | Альфред Хичкок представляет                                                               | Alfred Hitchcock Presents                                              | Телешоу (anthology series), 7 эпизодов |
| 1957      | Джонни Тремейн                                                                            | Johnny Tremain                                                         | |
| 1957      | Старый брехун                                                                             | Old Yeller                                                             | |
| 1957      | Зорро                                                                                     | Zorro                                                                  | Сериал, 3 эпизода |
| 1959      | Дарби О'Гилл и маленький народец                                                          | англ. Darby O'Gill and the Little People                               | |
| 1960      | Похищенный                                                                                | Kidnapped                                                              | Роберт Эдвард Стивенсон экранизировал одноимённый роман Роберта Льюиса Стивенсона |
| 1961      | Забывчивый профессор (Отмороженный профессор) (Чокнутый профессор) (Рассеянный профессор) | англ. The Absent-Minded Professor                                      | Награда Гильдии режиссёров Америки в категории «За выдающиеся достижения в режиссуре» — номинация |
| 1962      | В поисках потерпевших кораблекрушение                                                     | In Search of the Castaways                                             | По мотивам романа Жюля Верна «Дети капитана Гранта» |
| 1963      | Сын Флаббера                                                                              | англ. Son of Flubber                                                   | |
| 1964      | Злоключения Мерлина Джонса                                                                | англ. The Misadventures of Merlin Jones                                | |
| 1964      | Мэри Поппинс                                                                              | Mary Poppins                                                           | англ. Blue Ribbon Awards (Япония) в категории «Лучший иностранный фильм» — победа Награда Гильдии режиссёров Америки в категории «За выдающиеся достижения в режиссуре» — номинация Оскар в категории «Лучшая режиссура» — номинация |
| 1965      | Обезьяний дядюшка                                                                         | англ. The Monkey's Uncle                                               | |
| 1965      | Эта дикая кошка!                                                                          | That Darn Cat!                                                         | |
| 1967      | Гномомобиль                                                                               | англ. The Gnome-Mobile                                                 | |
| 1968      | Призрак Чёрной Бороды                                                                     | англ. Blackbeard's Ghost                                               | |
| 1968      | Фольксваген-жук (Влюблённая малютка)                                                      | англ. The Love Bug                                                     | |
| 1971      | Набалдашник и метла                                                                       | Bedknobs and Broomsticks                                               | С элементами мультипликации Кинофестиваль Сан-Жорди в Барселоне (Испания), категория «Лучший детский фильм» — победа |
| 1974      | Герби снова на ходу                                                                       | англ. Herbie Rides Again                                               | |
| 1974      | Остров на вершине мира                                                                    | англ. The Island at the Top of the World                               | |
| 1975      | Пропавший динозавр                                                                        | One of Our Dinosaurs Is Missing                                        | |
| 1976      | Лохматый прокурор                                                                         | англ. The Shaggy D.A.                                                  | |
| 1985      | Комедия Уолта Диснея и Волшебное Ревю                                                     | The Walt Disney Comedy and Magic Revue                                 | |